# Peuna
Pèunas (en francès Péone) és un municipi francès situat al departament dels Alps Marítims i a la regió de Provença – Alps – Costa Blava.

## Demografia
| 1962                                       | 1968 | 1975 | 1982 | 1990 | 1999 | 2006 |
| ------------------------------------------ | ---- | ---- | ---- | ---- | ---- | ---- |
| 465                                        | 515  | 521  | 535  | 528  | 682  | 799  |
| Des de 1962: població sense dobles comptes |      |      |      |      |      |      |

## Administració
| Període   | Identitat           | Partit |
| --------- | ------------------- | ------ |
| 1959-2001 | Charles Ginésy      | RPR    |
| 2001-     | Charles-Ange Ginésy | UMP    |